# Имотски
Имотски (хорв. Imotski) — город в районе Загора, Сплитско-Далматинская жупания Хорватии. Расположен к северу от горного хребта Биоково. Впервые под этим названием город был упомянут в X веке и был захвачен турками у побеждёной Боснии в 1492 году. В 1717 году город был захвачен Венецией. По состоянию на 2001 год население города составляло 4347 человек, с пригородами — 10213. Город находится поблизости от границы с Боснией и Герцеговиной, в десяти километрах от боснийского города Посуше. Ближайший прибрежный город — Макарска. От Макарски и побережья Имотски отделён хребтом Биоково.
Город известен своей средневековой крепостью на скалах у Голубого озера. Другой достопримечательностью является Красное озеро, своей формой напоминающее глаз.

## История
Известная южно-славянская баллада «Хасанагиница» появилась в здешних краях в 1646—1649 годах.
С 1941 по 1945 год Имотски входил в состав профашистского Независимого государства Хорватия. В апреле 1944 года немецкие войска сбили три B-24. Местные жители спасли часть американских военных. В 2008 году было решено поставить памятник погибшим солдатам.
Один из спасённых солдат, Мариан Дропулич, родившийся и выросший в Пенсильвании, был сыном Иосипа Дропулича, выходца из деревни Горный Проложац, находящейся в четырёх километрах от Имотски.

## Климат
В Имотски мягкий средиземноморский климат с большим количеством солнечных дней в году. Средняя температура самого тёплого месяца — июля — +26 °C. Самого холодного месяца — января — +5 °C. Летом высокая температура сохраняется в течение всего дня. Наименьшая зарегистрированная температура — −13 °C, наибольшая — +43 °C.
Более 240 дней в году температура воздуха превышает 10 градусов.
Преобладают два ветра — бора, приносящий зимой холодную и ясную погоду с севера, и тёплый южный юго, приносящий летом дожди.

## Население

### Перепись 2001 года
Согласно переписи 2001 года в Имотски проживало 10 213 жителей. 95,51 процента составляют Хорваты.
95,07 процента верующих — католики; 3,17 % — приверженцы других вероисповеданий.

### До 1991 года
Национальный состав жителей общины:
| Год переписи | Всего  | Хорваты | Сербы | Остальные |
| ------------ | ------ | ------- | ----- | --------- |
| 1991         | 39 052 | 37 130  | 1 140 | 782       |
| 1981         | 41 496 | 39 023  | 1 290 | 1 183     |
| 1971         | 47 354 | 45 359  | 1 426 | 569       |

Национальный состав жителей города:
| Год переписи | Всего | Хорваты | Сербы | Остальные |
| ------------ | ----- | ------- | ----- | --------- |
| 1991         | 4 000 | 3 699   | 152   | 149       |
| 1981         | 3 234 | 2 908   | 127   | 199       |
| 1971         | 2 422 | 2 140   | 172   | 110       |

## Образование
В отличие от других городов региона, образовательная система Имотски состояла из начальных и средних школ с самого начала XX века. Средняя школа была основана в 1912 году, когда город входил в состав Австро-Венгрии. В городе две начальные школы: начальная школа имени Степана Радича и начальная музыкальная школа имени отца Ивана Глиботича; и четыре средние школы: ремесленно-промышленная школа, техническая школа, экономическая школа и гимназия имени доктора Мате Уевича.